# Distonie
Distonia este o afecțiune neurologică hiperkinetică, care se manifestă prin contracții musculare prelungite sau printr-o postură fixată anormal. Mișcările pot să fie similare cu un tremor. Distoniile pot fi agravate sau intensificate prin activitate fizică, iar simptomele pot să se propage în mușchii adiacenți.
Cauza neurologică a bolii este în deranjamente ale părții de control motor din creier. Boala poate fi ereditară dar și o urmare a unor infecții, traume fizice, influențe din droguri. Se tratează greu, urmărindu-se ameliorarea simptomelor prin medicație (anticolinergice, agoniști dopaminergici).